# Sthenopus
Sthenopus is een monotypisch geslacht van straalvinnige vissen uit de familie van fluweelvissen (Aploactinidae).

## Soort
- Sthenopus mollis Richardson, 1848